# Kristo Kirka
Kristo Kirka (ur. 17 stycznia 1886 w Korczy, zm. 28 kwietnia 1955 w więzieniu w Burrelu) – albański polityk, dziennikarz, działacz narodowy. W latach 1942–1944 burmistrz Korczy.

## Życiorys

### Działalność w USA
W 1904 roku wyemigrował do USA. W 1908 roku Kristo Kirka został wybrany na prezesa stowarzyszenia Besa-Besën, które zrzeszało Albańczyków mieszkających w USA.
15 lutego 1909 r. stowarzyszenie rozpoczęło wydawanie gazety Dielli; początkowo tygodnika, potem wydawanej dwa razy w tygodniu. Gazeta była wydawana w języku albańskim i angielskim i była jednym z najważniejszych pism albańskiej diaspory. Dielli od samego początku wspierała ruchy na rzecz świadomości narodowej Albańczyków, wolności, niepodległości i demokracji, oraz walkę z antyalbańską polityką Grecji, Serbii i Włoch. Z gazetą od samego początku był związany Fan Noli, przyszły premier Albanii. W październiku 1909 r., wraz z przybyciem Faika Konicy do USA oraz powołaniem go do współprowadzenia gazety Dielli, wzrosła zarówno popularność i jakość gazety, jak i świadomość narodowa Albańczyków w USA.
Stowarzyszenie Besa-Besën podjęło w 1909 r. inicjatywę zorganizowania serii wieców integracyjnych dla Albańczyków mieszkających w USA. Wiece te odbywały się w stanie Massachusetts, w listopadzie i grudniu 1909 roku. Te wiece nie były jednak pozytywnie postrzegane przez Faika Konicę i Fana Noliego, ponieważ często mówili o niebezpieczeństwach zagrażających Albanii i organizacji Albańczyków w Ameryce. Mimo to, odegrały ważną rolę w integracji Albańczyków w USA.
Między innymi za jego inicjatywą, 28 kwietnia 1912 r. została założona Vatra – panalbańska organizacja działająca w Stanach Zjednoczonych, w której skład weszło stowarzyszenie Besa-Besën. W chwili ogłoszenia przez Albańczyków deklaracji niepodległości (28 listopada 1912) Vatra liczyła ok. 40 tys. członków. W maju 1913 zarząd Vatry zadecydował, by Kristo Kirka udał się do Albanii by uczestniczyć w budowie odrodzonego państwa albańskiego. W lipcu 1913 Kirka został wiceprzewodniczącym Vatry (przewodniczącym był Fan Noli).
W 1921 roku towarzyszył Noliemu w podróży do Albanii. Tam Kirka zaangażował się w działalność polityczną związaną z Korczą i był członkiem Partii Ludowej. W 1921 został wybrany deputowanym do parlamentu.
Był jednym z uczestników kongresu w Beracie, na którym w 1922 r. proklamowano autokefalię Albańskiego Kościoła Prawosławnego.
Po upadku rządu kierowanego przez Fana Noliego wraz z nim wyjechał w 1924 do Stanów Zjednoczonych. W tym samym roku został mianowany przewodniczącym Albańskiej Rady Generalnej w Bostonie, a następnie w Nowym Jorku.
W 1935 r. powrócił do Albanii wraz z rodziną i otrzymał stanowisko podprefekta okręgu Himara.

### II wojna światowa
Podczas wojny grecko-włoskiej Korcza, w której Kirka mieszkał, została zajęta przez wojska greckie. Mimo antygreckiej postawy, postanowił zostać w Korczy. Został jednak aresztowany przez Greków i uwięziony w okolicy Aten, skąd został uwolniony 16 maja 1941, już w czasie okupacji Grecji. Po uwolnieniu zamieszkał na krótki czas w Bilisht, a następnie wrócił do Korczy, gdzie w 1942 r. został jej burmistrzem.
Kirka był zdecydowanym antykomunistą i nie akceptował współpracy z albańskim komunistycznym ruchem oporu. Mimo to, nie opuścił Albanii.

### Represje ze strony komunistów
Kristo Kirka został aresztowany 25 października 1944 r. i ponownie 12 maja 1946, ponieważ był uznany za wroga ludu i sabotażystę władzy ludowej. 17 grudnia 1946 Sąd Wojskowy skazał Kirkę na 20 lat więzienia i konfiskatę majątku. W sprawie uwolnienia Krista Kirki interweniował bezskutecznie Fan Noli.
Kristo Kirka zmarł 28 kwietnia 1955 roku w więzieniu w Burrelu.

## Życie prywatne
Kristo Kirko miał syna Nikollę (ur. 1927), który w 1946 został uwięziony i skazany przez sąd wojskowy na 8 lat więzienia jako "wróg ludu".